# 殿山泰司
殿山泰司（日语：とのやま たいじ，1915年10月17日—1989年4月30日）是日本兵庫縣神戶市出身的男演員。他於1939年至1989年之間總共演出了多部電影及電視劇。

## 外部連結
- 殿山泰司在互联网电影资料库（IMDb）上的資料（英文）
- 日本電影數據庫（JMDb）上殿山泰司 （页面存档备份，存于）的資料
- Goo電影網站